# George Waterhouse
George Waterhouse (ur. 6 kwietnia 1824 w Penzance, zm. 6 sierpnia 1906 w Torquay) – australijski i nowozelandzki polityk, w latach 1861–1863 premier Australii Południowej, a w latach 1872–1873 premier Nowej Zelandii.

## Życiorys
Miał 15 lat, kiedy jego rodzina wyjechała z Anglii do Australii, gdzie początkowo osiadła w Hobart. Jako 19-latek przeniósł się do Adelaide i rozpoczął karierę kupiecką. W 1851 r. po raz pierwszy znalazł się w parlamencie kolonii Australia Południowa. W latach 1860–1861 był ministrem w gabinecie Thomasa Reynoldsa. W 1861 r. sam stanął na czele rządu (w sensie ścisłym kierował dwoma następującymi po sobie gabinetami). Odszedł ze stanowiska po niespełna dwóch latach, w lipcu 1863 r., w atmosferze skandalu spowodowanego wysuwanymi pod adresem jego ekipy zarzutami o defraudacje i niegospodarność. 
W 1869 r. osiedlił się w Nowej Zelandii, a już rok później trafił do tamtejszej legislatury. W 1871 r. zasiadał krótko w gabinecie Williama Foksa, a w 1872 r. sformował własny gabinet. Rządził krótko - niespełna sześć miesięcy - i bez specjalnych sukcesów. Zapisał się jednak w historii imperium brytyjskiego jako jeden z niewielu ludzi, którzy stali w swym życiu na czele władz autonomicznych dwóch różnych kolonii. Mieszkał w Nowej Zelandii jeszcze do 1889 r., kiedy to słabe zdrowie skłoniło go do przejścia na emeryturę, którą zdecydował się spędzić w Europie. Zmarł w 1906 r. w wieku 82 lat.